# Clerodendrum revolutum
Clerodendrum revolutum là một loài thực vật có hoa trong họ Hoa môi. Loài này được Bosser mô tả khoa học đầu tiên năm 1987 publ. 1988.
Phân bố: Madagascar